# 明達皇后
明達皇后（11世纪—1113年）劉氏，北宋宋徽宗寵妃。

## 生平
刘氏出身寒微，但姿色明豔，花容月貌，選美入宮後，即為徽宗所寵幸，由才人晉升至貴妃，僅次於皇后，劉貴妃生下三子三女，即益王趙棫，祁王趙模，信王趙榛，茂德帝姬，安淑帝姬，洵德帝姬。政和三年（1113年）秋，刘贵妃薨逝，追封為皇后，諡曰明達。
《宋史·列傳第二》有記載：「先是，妃手植芭蕉於庭曰：『是物長，吾不及見矣！』已而果然。左右奔告帝，帝初以其微疾，不經意，趣幸之，已薨矣，始大悲惻。特加緊四字諡曰明達懿文。敘其平生，絃諸樂府。又欲踵溫成故事追崇，使皇后表請，因冊贈為后，而以明達諡焉。」

## 延伸阅读
[在维基数据编辑]
 《宋史·卷243》，出自脱脱《宋史》